# Partit Pirata d'Alemanya
El Partit Pirata d'Alemanya (en alemany: Piratenpartei Deutschland o Piraten) és un partit polític d'Alemanya creat el 2006, basat en el model delPiratpartiet de Suècia.
No té representació al Bundestag, encara que compta amb un escó al Parlament Europeu, i entre 2011 i 2017 va comptar amb representació en quatre parlaments regionals (Berlín, Saarland, Schleswig-Holstein i Renània del Nord-Westfàlia).

## Resultats electorals
- Eleccions regionals alemanyes de 2009 
  - l'1,9% a l'Estat de Saxònia[1]
  - l'1,8% a l'Estat de Schleswig-Holstein[2]
- Eleccions regionals alemanyes de 2011 
  - el 8,9% a l'Estat de Berlín
- Eleccions regionals alemanyes de 2012 
  - el 7,4% a l'Estat de Saarland
  - el 8.2% a l'estat de Schleswig-Holstein
  - el 7.8% a l'estat de Renània del Nord-Westfàlia
- Eleccions europees de 2009 a Alemanya: 0,9%
- Eleccions municipals alemanyes de 2009 
  - el 1,55% en Münster (un seient)[1]
  - el 1,75% en Aquisgrà (un seient)
- Eleccions federals alemanyes de 2009: 2,0%
- Eleccions federals alemanyes de 2013: 2,2%
- Eleccions al Parlament Europeu de 2014 : 1,45%
- Eleccions regionals alemanyes de 2016 
  - l'1,7% a l'Estat de Berlín
- Eleccions regionals alemanyes de 2017 
  - el 0,7% a l'Estat de Saarland
  - el 1,2% en l'Estat de Schleswig-Holstein
  - el 1,0% en l'Estat de Renània de Nord-Westfàlia
- Eleccions federals alemanyes de 2017: 0,4%
- Eleccions al Parlament Europeu de 2019 : 0,65%